# The Velvelettes
The Velvelettes est un groupe féminin américain de soul et de rhythm and blues, actif dans les années 1960, ayant enregistré à plupart de ses chansons chez le label Motown.
Il est originellement composé de cinq jeunes chanteuses afro-américaines dont : Carolyn Gill et Mildred Gill (sœurs), Bertha Barbee et Norma Barbee (cousines) et Betty Kelly.

## Biographie

### Les débuts
Le groupe fut fondé en 1961 par Bertha Barbee McNeal et Mildred Gill Arbor, de jeunes étudiantes de l'université de l'Ouest du Michigan. Mildred Gill recruta sa plus jeune sœur Carolyn Gill, (également connue sous le nom de Cal ou Caldin), qui âgée de 14 ans suivait ses études dans un établissement secondaire, et une amie de Carolyn, Betty Kelly, elle aussi élève dans le secondaire. Bertha Barbee recruta sa cousine Norma Barbee, une étudiante de première année au Mott Community College (en) de Flint (Michigan). Cal fut choisie comme chanteuse principale du groupe.

### Carrière au sein de laMotown
Un camarade d'étude à l'université de l'Ouest du Michigan, Robert Bullock (le neveu de Berry Gordy) encourage le groupe à passer une audition pour entrer dans le label Motown.
Le groupe signe chez Motown fin 1962 et a commence à enregistrer en janvier 1963. Le groupe enregistre au studio de Hitsville les singles There He Goes et That's The Reason Why produit par William Stevenson, dont certains sortis sur le label IPG (groupe des producteurs indépendants). Les enregistrements inclurent un jeune chanteur Stevie Wonder, enfant, à l'harmonica. Le groupe, qui avait la chance de devenir populaire, enregistre encore d'autres chansons, mais certaines seront finalement attribuées par d'autres artistes, dont les groupes sœurs du même label Martha and the Vandellas et The Supremes (qui commencent déjà à se faire un nom). Les Velvelettes ne se sont pas produites en tant que chœurs pour d'autres artistes du label depuis que Motown avait déjà son groupe de soutien en interne, The Andantes.
Les Velvelettes font une pause au printemps 1964 grâce à Norman Whitfield, alors jeune producteur, qui a produit Needle in a Haystack sortie en single pour le groupe. Needle in a Haystack culmina 45e place sur le Billboard Hot 100 à la mi-1964. Le groupe enregistre son single suivant He Was Really Sayin' Somethin' (produit de nouveau par Whitfield), et passe du temps sur différents circuits de la Motown comme un acte de soutien.
En septembre 1964, après l'enregistrement du fameux single Dancing in the Street de Martha and the Vandellas, plus tôt en juin, Betty Kelly (en) quitte officiellement les Vandellas pour rejoindre ce groupe, et les Velvelettes deviennent alors un quatuor.

### Les dernières années
Les Velvelettes continué d'effectuer, avec divers membres, comme les affaires familiales dictées. En 1967, Mildred, Norma et Bertha décidèrent de se consacrer tout leur temps à élever leurs familles. Carolyn recruta alors deux nouveaux membres pour les concerts dont : Sandra Tilley (née le 6 mai 1943 – morte le 9 septembre 1981 ; présentée par son ami Abdul "Duke" Fakir de The Four Tops et futur membre des Vandellas), ainsi qu'Annette McMillan.
Avec une chanson dans les classements et une place sur plusieurs tournées de concerts, un projet d'album est discuté ; cet album contiendrait leurs chansons déjà enregistrées. Cependant, avec le succès grandissant d'un autre groupe Motown, The Supremes, les Velvelettes sont de plus en plus éclipsés et l'enregistrement de l'album reste inachevé.
Motown sort deux singles supplémentaires du groupe, Lonely Lonely Girl Am I et A Bird in the Hand sur leur label dérivé VIP. Les deux singles n'eut pas atteint les mêmes niveaux de classement que leurs prédécesseurs. Les Velvelettes continue à enregistrer d'autres chansons jusqu'en septembre 1967, avec la chanson "Bring Back The Sunshine" de Ashford & Simpson, qui est rebaptisée Dark Side Of The World quand Diana Ross enregistra une autre version de la chanson. Le dernier single du groupe fut These Things Will Keep Me Loving You, qui fut no 43 dans les charts R&B.
Carolyn Gill entame une relation avec Richard Street (chanteur des Monitors et futur membre des Temptations). Sandra Tilley fut membre de Martha and the Vandellas, en remplaçant Rosalind Ashford. Carolyn part épouser Street en novembre 1969, ce qui entraîna peu après la dissolution de groupe.
En 1971, la chanson These Things Will Keep Me Loving You devint un hit au Royaume-Uni, avec un pic au numéro 34 sur le UK Singles Chart. Malgré le nouveau succès, le groupe n'a pas décidé de se réunir jusqu'en 1984, après une apparition de concert rare par les cousines et les sœurs à la demande de Bertha. Ensemble, les sœurs et les cousines Gill/Barbee ont ensuite ré-enregistré leurs hits originaux et quelques nouvelles chansons pour l'album One Door Closes sous Motorcity Records.
Trois décennies après le groupe a quitté Motown, la société publia en 1999 une compilation, The Very Best of the Velvelettes', avec 15 titres, dont quatre sélections inédites. Une autre compilation de 19 titres The Velvelettes: The Best Of fut sortie au Royaume-Uni en 2001. Une autre compilation Motown Anthology sortit en 2005 en tant que double album de 48 titres.

## Discographie

### Albums studio
- 1966 États-Unis : The Velvelettes (incomplet)
- 1984 États-Unis : One Door Closes

### Singles
- 1963 États-Unis : There He Goes
- 1964 États-Unis : Needle in a Haystack (n°45 aux États-Unis )
- 1965 États-Unis : He Was Really Sayin' Somethin' (chanson R&B no 21 aux UK , no 64 aux États-Unis )
- 1965 États-Unis : Lonely Lonely Girl Am I
- 1965 États-Unis : A Bird in the Hand (Is Worth Two in the Bush)
- 1966 États-Unis : These Things Will Keep Me Loving You (chanson R&B no 43 sur le UK )
- 1967 États-Unis : Bring Back the Sunshine

### Compilations
- 1996 États-Unis : Best of the Velvelettes
- 1999 États-Unis : The Very Best of the Velvelettes
- 2001 États-Unis : The Velvelettes: The Best Of
- 2004 États-Unis : Motown Anthology